# هاروهیکو آرای
هاروهیکو آرای (به ژاپنی: 荒井 晴彦، Haruhiko Arai) (زادهٔ ۱۹۴۷ (۷۷–۷۸ سال)) فیلم‌نامه‌نویس اهل ژاپن است. او همچنین ناشر و سردبیر مجلهٔ ایگا گیجوتسو (Eiga Geijutsu) است.
وی برندهٔ جایزهٔ بهترین فیلم‌نامهٔ جایزه فیلم ماینیجی برای فیلم W's Tragedy در سال ۱۹۸۴ میلادی شده‌است.